# パチプレプレミアガールズ
パチプレプレミアガールズ（Pachi-pre Premium Girls）とは、パチンコ情報誌・パチンコプレスのプロデュースによって2006年11月に結成されたキャンペーンガールユニット。略称はPPG。

## 概要
主な活動はパチンコホールでのイベントコンパニオンだが、展示会（近年ではイレブンなど）でのMCやテレビ番組への出演、グラビア写真集の発行等も行っていた。
なお、熊本を除く西日本地区のパチンコプレスから分裂したスタッフによる新雑誌「パチンコプレイガイド」創刊に伴い、このエリアでは名称が「プレイガイドエンジェルス」に変わっている。その後、2010年9月に宮城・福島版が廃刊されたことに伴い、同年10月に同エリアの所属コンパニオンが「プレミアガールズ（Premier Girls）」として独立。この結果、現在は熊本エリアでのみ活動を継続している。